# The False Prophet
The False Prophet è un cortometraggio muto del 1917 diretto da James W. Horne.
È il ventunesimo episodio di The Girl from Frisco, serial di 25 episodi in due rulli interpretati da Marin Sais.

## Trama
Un imbroglione, che si fa chiamare Daniele II, giunge in città accompagnato da tre suoi complici, che lui chiama i "tre santi". Ben presto, a Santa Loma, l'uomo trova un cospicuo numero di fedeli disposti a credere alle sue profezie che annunciano la fine del mondo. Barbara tenta di smascherarlo ma viene minacciata dai seguaci del falso profeta che giungono ad assalirla. La giovane riuscirà nel suo intento aiutata da Wallace: il giorno del preannunciato giudizio universale, Daniel tenta un colpo di stato ma finirà, insieme ai suoi complici, dietro alle sbarre di una prigione.

## Produzione
Il film fu prodotto dalla Kalem Company.

## Distribuzione
Distribuito dalla General Film Company, il film - un cortometraggio di due bobine - uscì nelle sale cinematografiche USA il 3 gennaio 1917.